# Ramat Awiw ha-Chadasza
Ramat Awiw ha-Chadasza (hebr. רמת אביב החדשה; Nowe Wiosenne Wzgórza) – osiedle mieszkaniowe w Tel Awiwie, znajdujące się na terenie Dzielnicy Pierwszej.

## Położenie
Osiedle leży na nadmorskiej równinie Szaron, nad Morzem Śródziemnym. Jest położone w północnej części aglomeracji miejskiej Tel Awiwu, na północ od rzeki Jarkon. Północną granicę wyznacza ulica Tsvi Propes, za którą znajduje się osiedle Ezore Chen. Wschodnią granicę wyznacza droga ekspresowa nr 2, za którą znajduje się osiedle Newe Awiwim. Na południu ulica Einstein oddziela od osiedla Tochnit Lamed. Natomiast na zachodzie znajdują się tereny krajowego portu lotniczego Sede Dow.

## Środowisko naturalne
Osiedle powstało na nadmorskich wydmach i nieużytkach rolniczych, położonych na północ od zabudowy miejskiej Tel Awiwu. Podczas rozbudowy teren został wyrównany i obecnie obszar osiedla jest płaski. Osiedle jest oddzielone od plaży jedynie niewielkim wzgórzem Tel Baruch.

### Przyroda
Część nadmorską osiedla zajmuje pas wydm z charakterystyczną śródziemnomorską roślinnością. Tereny położone za wydmami są porośnięte przez zarośla i niewielkie drzewa.

## Historia
Budowa osiedla rozpoczęła się w latach 90., na północny wschód od portu lotniczego Sede Dow. W lipcu 2007 podjęto decyzję o zamknięciu lotniska. Na jego ziemi w przyszłości powstaną luksusowe budynki mieszkaniowe.

## Polityka
W osiedlu znajduje się konsulat Mozambiku.

## Architektura
Jest to nowoczesne osiedle mieszkaniowe, w którym dominują budynki zabudowy wielorodzinnej. Wybudowano tutaj dwa 14-piętrowe mieszkaniowe wieżowce Stimatsky Towers.

## Edukacja i nauka
W osiedlu znajduje się szkoła Aviv School.

## Religia
Przy ulicy Shraga Fridman znajduje się synagoga.

## Turystyka
Przy osiedlu znajduje się plaża Tel Baruch z dużym terenem przygotowanym do wypoczynku rodzinnego. Jest to popularne miejsce do uprawiania sportów wodnych i wędkarstwa.

## Gospodarka
Na terenie osiedla znajduje się dwa duże centra handlowe.

## Transport
Wzdłuż osiedla przechodzi droga ekspresowa nr 2  (Tel Awiw-Netanja-Hajfa). Natomiast ulicą Sederot Keren Kayemet Le'Israel można dojechać do położonej na wschodzie autostrady nr 20  (Ayalon Highway).